# Veselí nad Moravou
Veselí nad Moravou (németül: Wessely an der March, korábban Wesseli an der March, Wessele, Wesele) település Csehországban, Hodoníni járásban. Veselí nad Moravou Uherský Ostroh, Hroznová Lhota, Lipov, Moravský Písek, Kozojídky, Blatnice pod Svatým Antonínkem, Vnorovy és Bzenec településekkel határos. Lakosainak száma 10 623 fő (2024. január 1.).

## Népesség
A település lakosságának változását az alábbi diagram mutatja:
| Lakosok száma | 4677 | 5542 | 5795 | 7387 | 12 464 | 11 266 | 11 229 | 11 006 | 10 355 | 10 623 |
|               | 1869 | 1900 | 1921 | 1961 | 1980   | 2011   | 2016   | 2019   | 2021   | 2024   |